# Vanilla odorata
Vanilla odorata, también conocida como vainilla tlatepusco, es una especie de planta con flores de la familia Orchidaceae, originaria del sur de México, América Central y América del Sur tropical. Junto con Vanilla planifolia, es un progenitor de la especie de cultivo de vainilla Vanilla × tahitensis.

## Descripción

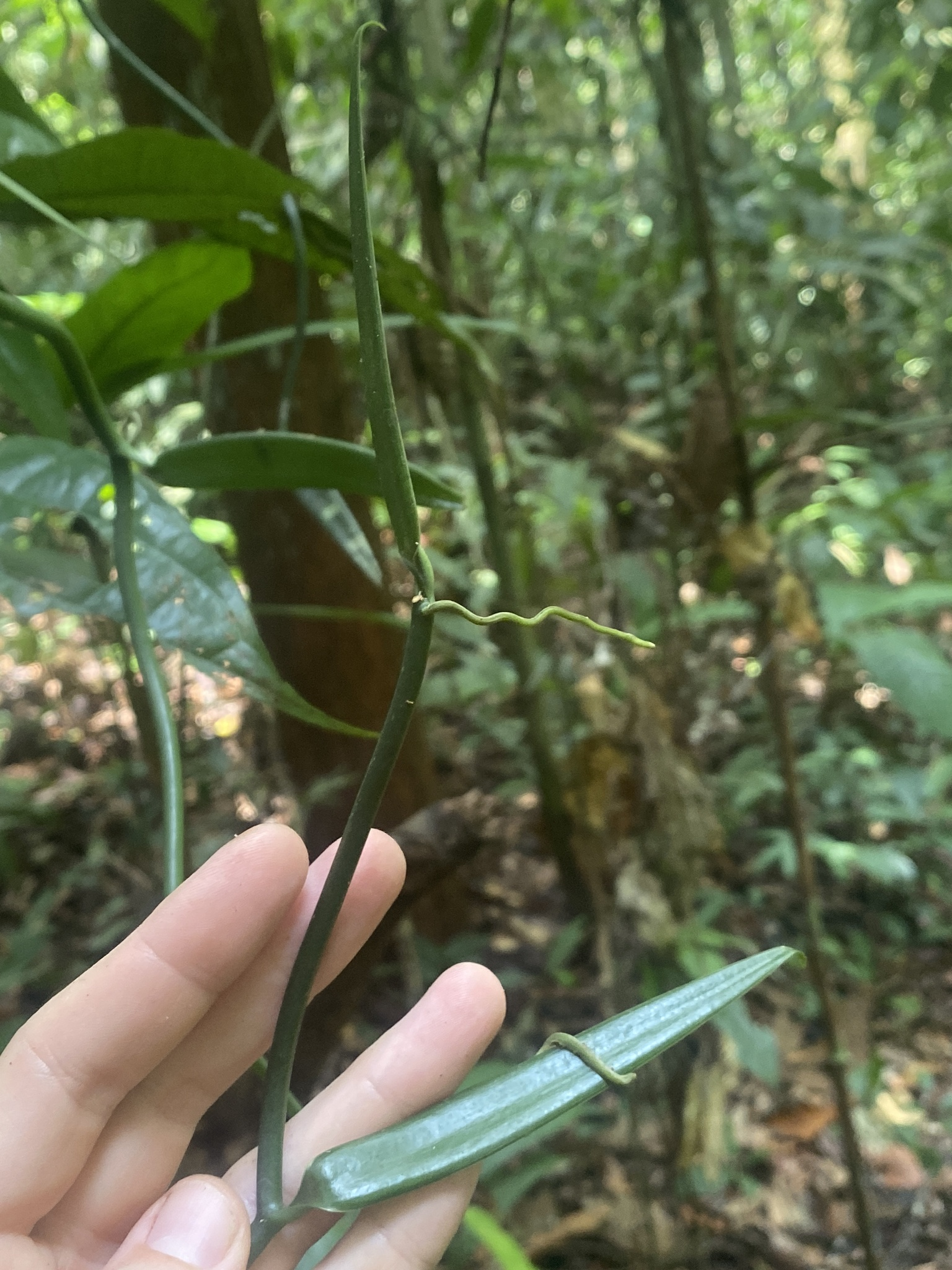
Vainilla odorata en la reserva nacional Allpahuayo Mishana, Perú.

La vainilla odorata es una enredadera de hoja perenne. Las hojas están espaciadas entre 10 y 12 intervalos de centímetros en las vides. El pecíolo es comparativamente largo con 1,5 centímetros. La longitud de la hoja es de 12,5 a 20 centímetros con un ancho de 1 a 2,5 centímetros. La forma de la hoja es estrechamente lanceolada, alargada en el frente y redondeada en la base. La punta de la hoja es curva. La textura de las hojas es coriácea a carnosa. Las hojas largas y estrechas son un rasgo característico de Vanilla odorata, aunque las plantas que crecen en la sombra producen hojas algo más anchas.
La inflorescencia racemosa corta (tallo floral) mide 3-4 centímetros de largo y produce hasta doce flores de color verde amarillento. Las brácteas alargadas con extremos puntiagudos alcanzan 1 centímetro de longitud. Los sépalos son lineales a lanceolados, de 4,5 a 5 centímetros de largo y de 0,2 a 0,6 centímetros de ancho, aunque en ocasiones alcanzan los 1,1 centímetros de ancho.
Los pétalos tienen una forma similar, con una nervadura central ligeramente prominente. El labio crece de 3,5  a 4,5 centímetros de largo. Tiene tres lóbulos, con los lóbulos laterales levantados tubularmente y fusionados a la columna hasta la mitad de la longitud del labio. La parte anterior libre del labio está extendida, ondulada y con flecos en el borde. Hay un área escamosa en el medio del labio. La columna tiene forma de maza y no es curva. El fruto curvo crece de 15 a 20 centímetros de largo y aproximadamente 0,5 centímetros de grosor; y es muy fragante.

## Distribución
La vainilla odorata se distribuye desde el sur de México hasta Centroamérica y la mitad norte de Sudamérica. Algunas colecciones pueden ser especímenes cultivados que se escaparon, ya que los frutos se han utilizado para uso culinario de manera similar a Vanilla planifolia, la vainilla más cultivada.

## Taxonomía e historia
Esta orquídea fue descrita por primera vez por Carl Borivoj Presl en 1826. Presl menciona que los frutos recolectados 36 años antes todavía estaban fragantes cuando los examinó. La descripción científica original se refería únicamente a los frutos, según Oakes Ames, y R. Allen Rolfe no escribió una descripción más detallada de la planta y las hojas hasta 1895 en su monografía sobre el género Vanilla . Ames también informó que su publicación fue la primera descripción científica de la flor de Vanilla odorata.
Dentro del género Vanilla, Vanilla odorata se ubica en el subgénero Xanata y en la sección Xanata, que contiene sólo especies del Neotrópico. Los sinónimos de Vanilla odorata incluyen Vanilla denticulata, Vanilla ensifolia y Vanilla uncinata. Soto Arenas y Cribb la ubican en el grupo Vanilla planifolia. Particularmente similar es la vainilla fimbriata, poco conocida. La vainilla odorata se considera progenitora de la vainilla de Tahití (Vanilla × tahitensis), a partir de un estudio de su ADN.

### Nombres
El nombre del género, Vainilla, deriva del español «vainilla», que significa pequeña vaina o cápsula como referencia a los frutos largos en forma de vaina.  El nombre de la especie se refiere al aroma muy aromático de los frutos de la planta. El nombre común es «tlatepusco de vainilla».

## Ecología
Junto con Vanilla planifolia, Vanilla odorata es una de las pocas especies de plantas cuyas semillas son distribuidas por las abejas. Las abejas macho de la tribu Euglossini, incluidas Euglossa bursigera, Euglossa ignita, Euglossa tridentata y Eulaema cingulata, exhiben comportamientos de recolección de olores en las vainas maduras y en el proceso recogerán algunas de las semillas. De manera similar, se ha observado que las abejas sudoríparas hembras de la especie Trigona fulviventris quitan la pulpa pegajosa de las vainas en un comportamiento consistente con recolectar materiales para construir nidos y quitar semillas en el proceso. Para una orquídea, V. odorata tiene semillas relativamente grandes y es probable que dependa de la distribución por parte de las abejas u otros animales. La distribución de semillas por otros animales no está confirmada en V. odorata, pero un estudio dirigido por D. Adam Karremans encontró que los frutos de V. planifolia y Vanilla pompona que caen al suelo del bosque son consumidos y las semillas viables pasan a los mamíferos, incluido la rata espinosa de Tome y la zarigüeya común.

### Conservación
La UICN ha incluido a Vanilla odorata como «en peligro» en su Lista Roja de Especies Amenazadas de 2017 debido a su rango restringido y a que no es abundante en su hábitat. «La calidad y cantidad del hábitat se reducen continuamente debido al cambio de uso de la tierra, especialmente para la agricultura».